# Polyalthia charitopoda
Polyalthia charitopoda este o specie de plante din genul Polyalthia, familia Annonaceae, descrisă de Ian Mark Turner. Conform Catalogue of Life specia Polyalthia charitopoda nu are subspecii cunoscute.